# Альф Ремзі
сер Альфред Ернест Ремзі (англ. Sir Alfred Ernest Ramsey), відоміший як Альф Ремзі (англ. Alf Ramsey, * 22 січня 1920, Лондон — † 28 квітня 1999, Іпсвіч) — англійський футболіст, захисник. По завершенні ігрової кар'єри — тренер.

## Клубна кар'єра
Вихованець футбольної школи клубу «Портсмут».
У дорослому футболі дебютував 1943 року виступами за команду клубу «Саутгемптон», в якій провів шість сезонів, взявши участь у 90 матчах чемпіонату.
1949 року перейшов до клубу «Тоттенгем Готспур», за який відіграв 6 сезонів. Більшість часу, проведеного у складі клубу, був основним гравцем захисту команди. За цей час виборов титул чемпіона Англії. Завершив професійну кар'єру футболіста виступами за команду «Тоттенгем Готспур» у 1955 році

## Виступи за збірну
1948 року дебютував в офіційних матчах у складі національної збірної Англії. Протягом кар'єри у національній команді, яка тривала 7 років, провів у формі головної команди країни 32 матчі, забивши 3 голи. У складі збірної був учасником чемпіонату світу 1950 року у Бразилії.

## Кар'єра тренера
Розпочав тренерську кар'єру відразу ж по завершенні кар'єри гравця, 1955 року, очоливши тренерський штаб клубу «Іпсвіч Таун», з яким у сезоні 1961/62 сенсаційно став чемпіоном Англії.
Надалі очолював збірну Англії, з якою брав участь у чемпіонаті світу 1966 року в Англії, здобувши того року титул чемпіона світу, чемпіонаті Європи 1968 року в Італії, на якому команда здобула бронзові нагороди та чемпіонаті світу 1970 року у Мексиці.
Останнім місцем тренерської роботи був клуб «Бірмінгем Сіті», команду якого Альф Ремзі очолював до 1978 року.

## Титули та досягнення

### Як гравця
- Чемпіон Англії (1):

«Тоттенхем Хотспур»: 1950-51
- Володар Суперкубка Англії (2):

Збірна Англії: 1950
«Тоттенхем Хотспур»: 1951

### Як тренера
- Чемпіон Англії (1):

«Іпсвіч Таун»: 1961-62
- Чемпіон світу (1):

Збірна Англії: 1966

### Індивідуальні
- Найкращий тренер в історії футболу — 29 місце (World Soccer)[2][3]